# Pınarbaşı, Çelikhan
Pınarbaşı là một thị trấn thuộc huyện Çelikhan, tỉnh Adıyaman, Thổ Nhĩ Kỳ. Dân số thời điểm năm 2011 là 3.387 người.